# 田内三吉

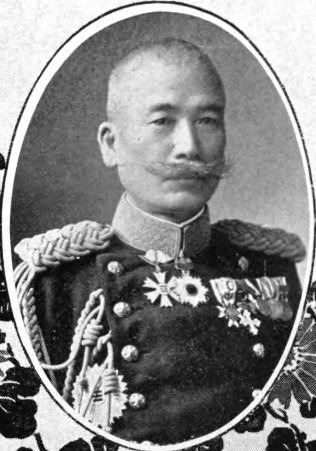
田内三吉

田内 三吉（たのうち さんきち、安政3年2月4日（1856年3月10日） - 昭和15年（1940年）10月18日）は、日本の陸軍軍人、最終階級は陸軍少将。宮中顧問官。位階勲等は正三位勲一等。

## 人物
土佐国土佐郡江ノ口村（現・高知市）出身。銘吾の次男。陸軍士官学校（旧2期）を卒業し、1879年（明治12年）2月1日、陸軍工兵少尉任官。1898年（明治33年）、陸軍工兵少佐・陸軍砲工学校教官から東宮武官に転じた。1908年（明治41年）6月5日、陸軍少将に昇進するとともに、宮中顧問官に任命され、さらに東宮侍従となった。1912年（大正元年）、大正天皇の即位とともに侍従となった。翌年には式部官を兼任し、1914年（大正3年）からは閑院宮附別当も兼ねた。その後、澄宮御養育掛長を務めた。墓所は多磨霊園。

## 栄典
位階
- 1903年（明治36年）3月30日 - 従五位[12]
- 1908年（明治41年）5月11日 - 正五位[13]
- 1923年（大正12年）6月1日 - 従三位[14]

勲章等
- 1940年（昭和15年）8月15日 - 紀元二千六百年祝典記念章[15]

## 家族
- 妻の龍は藤井守馬（佐々木高行の娘婿）の二女。[16]
- 長男の一郎は陸軍步兵大尉。[16]
- 長女の多鶴は山室宗武の妻。[16]
- 二女の久は橋本虎之助の妻。[16]
- 四女のみよは楠瀬熊治長男好毅の妻。[16]